# Distretto di Zhongyuan
Il distretto di Zhongyuan (中原区S, Zhōngyuán QūP) è un distretto della Cina, situato nella provincia di Henan e amministrato dalla prefettura di Zhengzhou.